# Millettia bibracteolata
Millettia bibracteolata är en ärtväxtart som beskrevs av François Pellegrin. Millettia bibracteolata ingår i släktet Millettia och familjen ärtväxter. Inga underarter finns listade i Catalogue of Life.